# Copa Santa Catarina de Futebol Sub-20 de 2022
A Copa Santa Catarina de Futebol Sub-20 de 2022 foi a terceira edição desta competição de futebol organizado pela Federação Catarinense de Futebol, disputado entre 29 de abril e 26 de julho de 2022. O torneio reúne a base de clubes profissionais e também amadores, voltou a ser disputado depois de 4 anos de paralisação, com 15 equipes participantes.
As equipes do Avaí e do Hercílio Luz disputaram a final do torneio após eliminarem o Criciúma e o Camboriú respectivamente. No jogo de ida, realizado no Robertão, o placar final foi de 1x1, no jogo de volta o Avaí foi campeão pela primeira vez e de forma invicta da competição após vencer o Hercílio Luz por 1x0 no jogo da volta, realizado na Ressacada. Após a final, ocorreu a premiação onde os finalistas receberam medalhas, além do jogador Gustavo Modesto, do Avaí, que foi artilheiro da competição com 11 gols, e João Braga, do Hercílio Luz, que foi o goleiro menos vazado dessa edição.
A disputa visou valorizar o trabalho realizado pelos clubes em suas categorias de base, colaborando para o surgimento de novos atletas para o futebol brasileiro, atendendo o escopo do Estatuto do Torcedor ao fomentar o futebol.

## Primeira fase

### Grupo A
| Pos | Equipes         | Pts | J | V | E | D | GP | GC | SG  |
| --- | --------------- | --- | - | - | - | - | -- | -- | --- |
| 1   | Avaí            | 21  | 7 | 7 | 0 | 0 | 21 | 4  | +17 |
| 2   | Hercílio Luz    | 16  | 7 | 5 | 1 | 1 | 13 | 3  | +10 |
| 3   | Criciúma        | 13  | 7 | 4 | 1 | 2 | 21 | 5  | +16 |
| 4   | Camboriú        | 12  | 7 | 4 | 0 | 3 | 14 | 11 | +3  |
| 5   | Barra do Garças | 7   | 7 | 2 | 1 | 4 | 10 | 13 | –3  |
| 6   | Próspera        | 7   | 7 | 2 | 1 | 4 | 8  | 22 | –14 |
| 7   | Metropol        | 3   | 7 | 0 | 3 | 4 | 6  | 16 | –10 |
| 8   | Manchiester     | 1   | 7 | 0 | 1 | 6 | 7  | 26 | –19 |

|  |                                 |
|  | Classificados para a fase final |
|  | Eliminados                      |

### Grupo B
| Pos | Equipes       | Pts | J | V | E | D | GP | GC | SG  |
| --- | ------------- | --- | - | - | - | - | -- | -- | --- |
| 1   | Chapecoense   | 16  | 6 | 5 | 1 | 0 | 21 | 4  | +17 |
| 2   | Concórdia     | 14  | 6 | 4 | 2 | 0 | 13 | 1  | +12 |
| 3   | Brusque       | 13  | 6 | 4 | 1 | 1 | 18 | 5  | +13 |
| 4   | Carlos Renaux | 9   | 6 | 3 | 0 | 3 | 19 | 8  | +11 |
| 5   | Fluminense-SC | 6   | 6 | 2 | 0 | 4 | 4  | 21 | –17 |
| 6   | Canoinhas     | 3   | 6 | 1 | 0 | 5 | 7  | 21 | –14 |
| 7   | Porto-SC      | 0   | 6 | 0 | 0 | 6 | 3  | 21 | –18 |

|  |                                 |
|  | Classificados para a fase final |
|  | Eliminados                      |

## Fase final
- Em itálico, as equipes que possuem o mando de campo no primeiro jogo do confronto e em negrito as equipes classificadas.

|  | Quartas-de-final          | Quartas-de-final          | Quartas-de-final          | Quartas-de-final          |   |              | Semifinais              | Semifinais              | Semifinais              | Semifinais              |  |  | Final                     | Final                     | Final                     | Final                     |
|  | 15 de junho a 29 de junho | 15 de junho a 29 de junho | 15 de junho a 29 de junho | 15 de junho a 29 de junho |   |              | 3 de julho a 9 de julho | 3 de julho a 9 de julho | 3 de julho a 9 de julho | 3 de julho a 9 de julho |  |  | 16 de julho a 26 de julho | 16 de julho a 26 de julho | 16 de julho a 26 de julho | 16 de julho a 26 de julho |
|  |                           |                           |                           |                           |   |              |                         |                         |                         |                         |  |  |                           |                           |                           |                           |
|  | Brusque                   | 0                         | 0                         | 0                         |   |              |                         |                         |                         |                         |  |  |                           |                           |                           |                           |
|  | Hercílio Luz              | 0                         | 1                         | 1                         |   |              |                         |                         |                         |                         |  |  |                           |                           |                           |                           |
|  | Hercílio Luz              | 0                         | 1                         | 1                         |   | Hercílio Luz | 1                       | 1                       | 2                       |                         |  |  |                           |                           |                           |                           |
|  |                           |                           |                           |                           |   | Hercílio Luz | 1                       | 1                       | 2                       |                         |  |  |                           |                           |                           |                           |
|  |                           | Camboriú                  | 1                         | 0                         | 1 |              |                         |                         |                         |                         |  |  |                           |                           |                           |                           |
|  | Camboriú                  | Camboriú                  | 1                         | 0                         | 1 | 1            | 1                       | 2                       |                         |                         |  |  |                           |                           |                           |                           |
|  | Camboriú                  |                           |                           |                           |   | 1            | 1                       | 2                       |                         |                         |  |  |                           |                           |                           |                           |
|  | Chapecoense               | 1                         | 0                         | 1                         |   |              |                         |                         |                         |                         |  |  |                           |                           |                           |                           |
|  |                           |                           |                           |                           |   |              |                         |                         |                         |                         |  |  | Hercílio Luz              | 1                         |                           |                           |
|  |                           |                           | Avaí                      | 2                         |   |              |                         |                         |                         |                         |  |  |                           |                           |                           |                           |
|  | Criciúma                  | 2                         | 1                         | 3                         |   |              |                         |                         |                         |                         |  |  |                           |                           |                           |                           |
|  | Concórdia                 | 0                         | 2                         | 2                         |   |              |                         |                         |                         |                         |  |  |                           |                           |                           |                           |
|  | Concórdia                 | 0                         | 2                         | 2                         |   | Criciúma     | 0                       | 2                       | 2                       |                         |  |  |                           |                           |                           |                           |
|  |                           |                           |                           |                           |   | Criciúma     | 0                       | 2                       | 2                       |                         |  |  |                           |                           |                           |                           |
|  |                           | Avaí                      | 2                         | 2                         | 4 |              |                         |                         |                         |                         |  |  |                           |                           |                           |                           |
|  | Carlos Renaux             | Avaí                      | 2                         | 2                         | 4 | 1            | 0                       | 1                       |                         |                         |  |  |                           |                           |                           |                           |
|  | Carlos Renaux             |                           |                           |                           |   | 1            | 0                       | 1                       |                         |                         |  |  |                           |                           |                           |                           |
|  | Avaí                      | 2                         | 5                         | 7                         |   |              |                         |                         |                         |                         |  |  |                           |                           |                           |                           |

## Premiação
| Copa Santa Catarina Sub-20 de 2022 |
| ---------------------------------- |
| Avaí Campeão (1º título)           |